# ایپسویچ (حوزه سرشماری)، ماساچوست
ایپسویچ (به انگلیسی: Ipswich) یک منطقهٔ مسکونی در ایالات متحده آمریکا است که در شهرستان اسکس، ماساچوست واقع شده‌است. ایپسویچ ۴٫۵۲ کیلومتر مربع مساحت و ۴٬۲۲۲ نفر جمعیت دارد و ۸ متر بالاتر از سطح دریا واقع شده‌است.